# Lavasoft
Lavasoft AB – firma zajmująca się produkcją oprogramowania zabezpieczającego komputery. Jej sztandarowym produktem jest Ad-Aware, który dostępny jest w wersji bezpłatnej (Free Antivirus+), jak również w wersjach płatnych: Personal, Pro, Total, oraz Business.
Firma Lavasoft została założona w Niemczech w 1999 roku przez twórcę programu Ad-Aware, Nicolasa Starka. Od 2002 roku główna siedziba firmy Lavasoft mieści się w Szwecji, w Göteborgu. Lavasoft jest firmą prywatną, zatrudniającą 4000 pracowników w ponad 120 krajach. Obecnie jest prowadzona przez prezesa zarządu Jasona Kinga; poprzedni prezesi: Ann‐Christine Åkerlund i Nicolas Stark są nadal jej współpracownikami.

## Produkty
- Ad-Aware (Free Antivirus+, Personal Security, Pro Security, Total Security)
- Ad-Aware Business Security
- Ad-Aware AdBlocker
- Lavasoft Personal Firewall
- Lavasoft Digital Lock
- Lavasoft Encryption Reader
- Lavasoft File Shredder
- Lavasoft Privacy Toolbox
- Lavasoft Registry Tuner
- Lavasoft Driver Updater
- Lavasoft PC Optimizer
- Lavasoft TuneUp Kit